# Prémery
Prémery is een gemeente in het Franse departement Nièvre (regio Bourgogne-Franche-Comté). De plaats maakt deel uit van het arrondissement Cosne-Cours-sur-Loire. Prémery telde op 1 januari 2022 1.782 inwoners.

## Geschiedenis
De benaming van de plaats stamt uit het Gallisch en betekent 'nabij de rivier'. De ontwikkeling van Prémery als stad nam een aanvang in het begin van de 9e eeuw. In 802 schonk keizer Karel de Grote de gebieden rond Prémery, Parzy en Urzy aan de bisschoppen van Nevers, hetgeen als drie kastelen tot uiting komt in het stadswapen. Een capitulum van keizer Karel III in 882 bevestigde hen het bezit van Prémery. Later werd de stad tot bisschoppelijke zomerresidentie. 

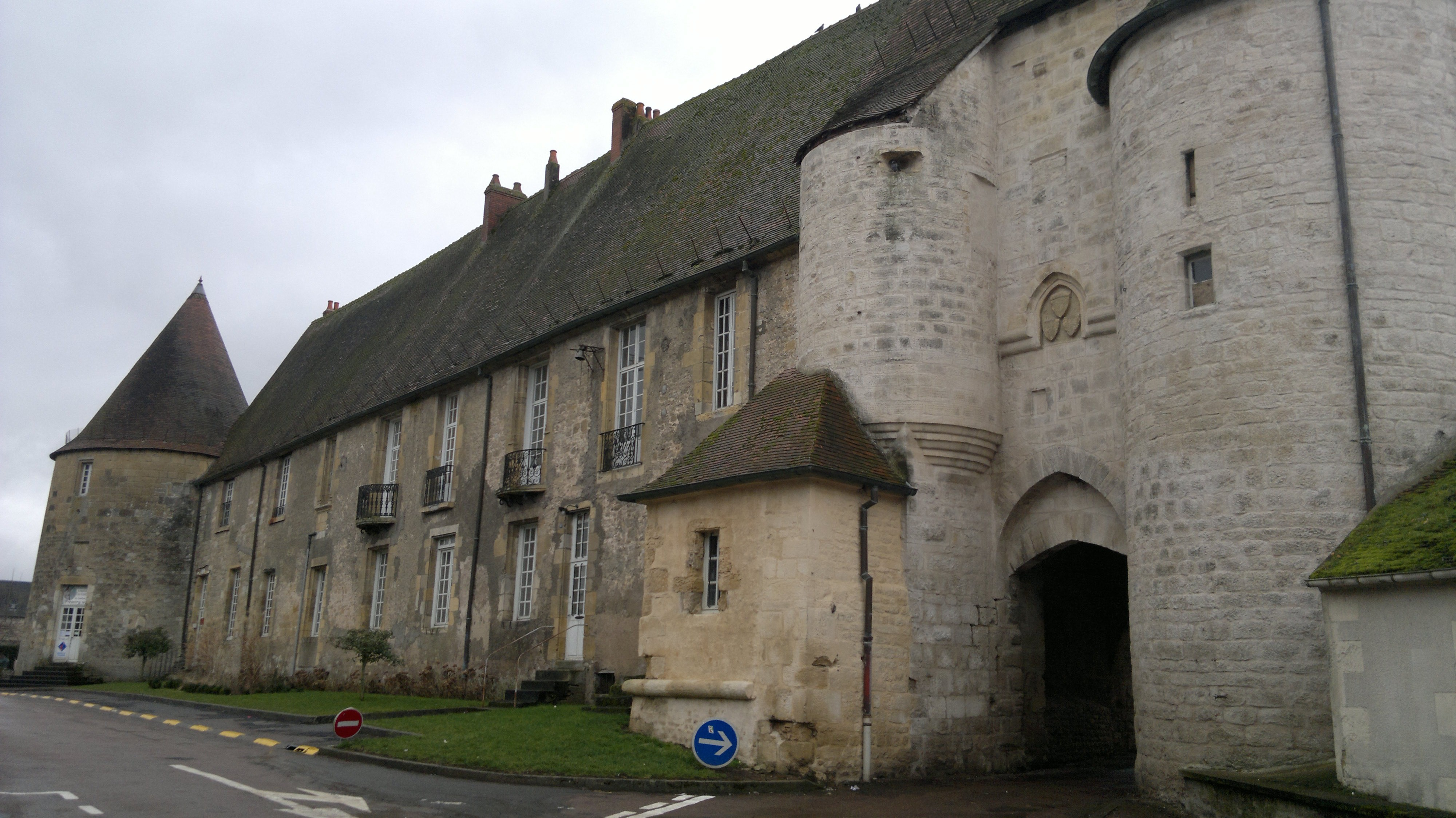
Van het bisschoppelijke kasteel is nog slechts een klein gedeelte bewaard gebleven.

 In 1173 kreeg bisschop Bernard de Saint-Saulge toestemming voor de bouw van stadsmuren en fortificaties, waarvan het kasteel rond 1316 werd uitgebouwd en versterkt. Na de Slag bij Poitiers in 1356 werd het kasteel bezet door Engelse troepen die pas in 1364 weer vertrokken. Daarna liet bisschop Pierre de Fontenay het kasteel, de stadsmuren en de omringende grachten weer herstellen, werkzaamheden die in 1494 met de constructie van twee versterkte stadspoorten werden afgerond. Uiteindelijk werd het kasteel rond 1680 door de bisschoppen verlaten ten gunste van een nieuwer kasteel in Urzy dat bovendien dichter bij Nevers lag. Ze wisten echter tot aan de Franse Revolutie aan hun bezit in Prémery vast te houden.
Op 27 juni 1944 waren de bossen ten noorden van Prémery het toneel van een grootschalige operatie van Duitse troepen tegen de Maquis (Franse verzetsbeweging). De ingezette soldaten waren grotendeels afkomstig van de Armee-Pionierschule in Cosne-Cours-sur-Loire. De actie bleef zonder resultaat.

### Economische geschiedenis
Door de eeuwen floreerde Prémery met een op de landbouw gebaseerde economie, waarbij wijn werd aangebouwd en een belangrijke graanmarkt bezoekers uit de verre omstreken aantrok. Dit leidde op zijn beurt weer tot een welvarende middenstand. Met de grote Europese phylloxera-epidemie aan het einde van de 19e eeuw verdween echter de lokale wijnbouw.

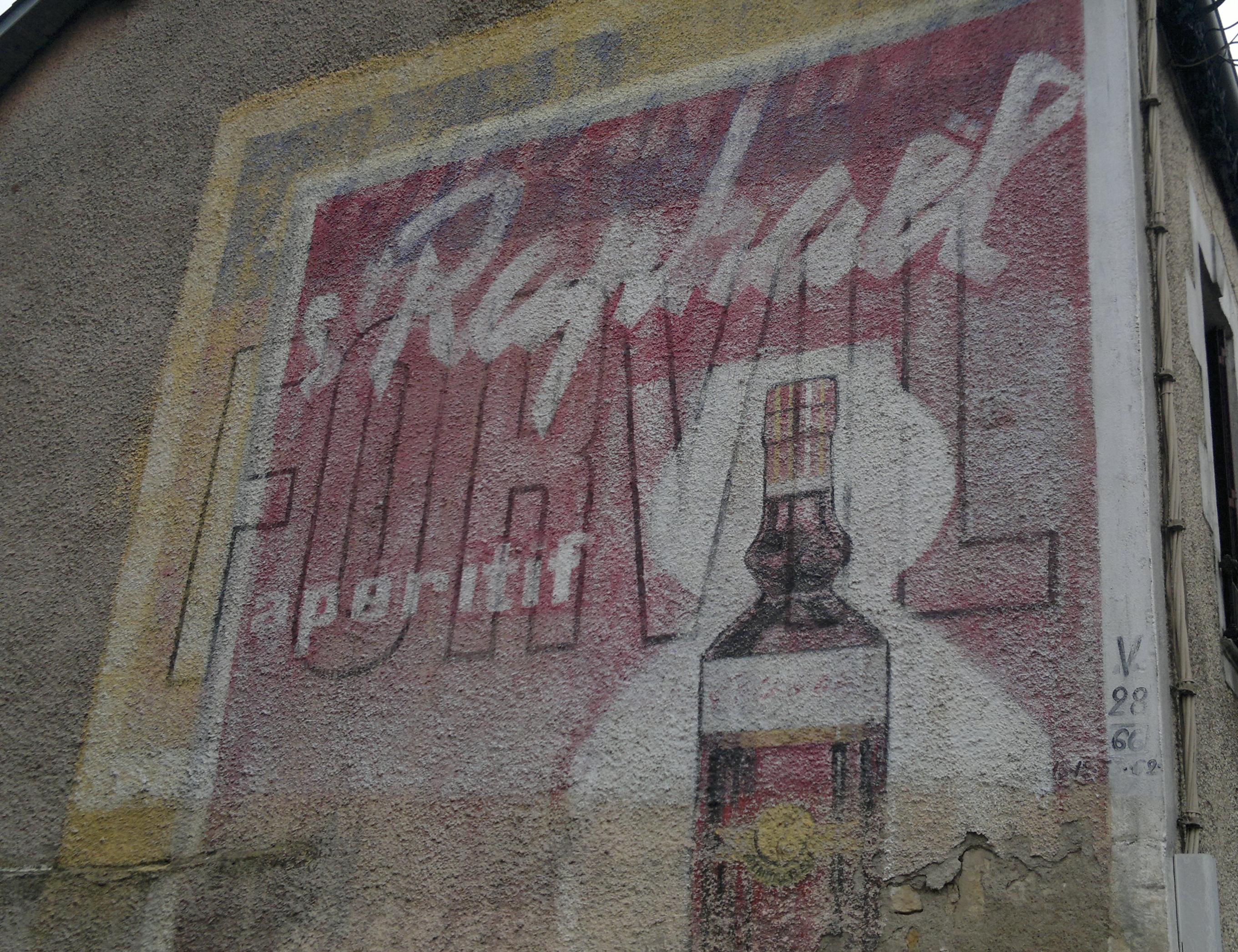
Apéritif Saint-Raphaël.

 Vanwege de beboste plateaus in de wijde omgeving, besloot de Belgische familie Lambiotte in 1886 tot de bouw van een fabriek voor de productie van houtskool en van hout afgeleide chemische producten. Hiertoe werd tot in een straal van 100 km hout gewonnen. Door pyrolyse werd hout ontleed in houtskool en houtazijn. Hiermee werd Prémery tot een van Frankrijks belangrijkste standplaatsen voor de productie van houtskool. Innovaties bij de ontwikkeling van de verticale ovens voor de carbonisatie vonden hun weg over de hele wereld. In 1964 verkochten de nazaten van de familie Lambiotte de fabriek, waarna deze in meerdere ondernemingen werd opgedeeld. De bedrijfstak ondervond toenemende concurrentie van petrochemische producten. In 2002 werd de fabriek definitief gesloten.

## Economie
Traditioneel spelen land- en bosbouw een belangrijke rol in de lokale economie. In het verlengde van de bosbouw lag de productie van houtskool, tot de sluiting van de fabriek. De water- en bosrijke omgeving zorgt voor een toenemende betekenis van het toerisme. Het Conseil Général de la Nièvre onderhoudt een reguliere busverbinding met Nevers en Clamecy.

## Geografie en stadsbeeld

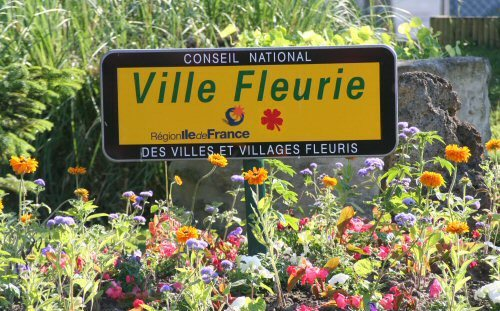
Bloemenstad.

De oppervlakte van de gemeente bedroeg op 1 januari 2022 45,62 vierkante kilometer en omvat buiten Prémery zelf ook nog de buurtschappen Breuille, Doudoye, Cervenon en Les Granges. De bevolkingsdichtheid bevolkingsdichtheid was op die dagtum 39,1 inwoners per km².
Het stadje is gelegen aan de rivier de Nièvre. Aan de noordwest-zijde ligt het uitgestrekte forêt domaniale de Prémery. In het hart van deze bossen bevinden zich tot 15.000 jaar oude hoogveengronden met dolines en zeldzame plantensoorten zoals de koningsvaren.
Van de overblijfselen van het kasteel van de bisschoppen is de 14e-eeuwse poort het oudste gedeelte, terwijl het aangrenzende woonverblijf stamt uit het begin van de 16e eeuw. De bouw van de kerk Saint-Marcel werd begonnen in 1196 en voltooid in het begin van de 14e eeuw. De voormalige kapittelkerk geldt als een van de beduidendste gotische bouwwerken in de Nivernais en toont architectonisch grote overeenkomsten met de kathedraal van Nevers. In de kerk bevindt zich een piëta uit de 15e eeuw. Het Musée du Grès Ancien toont oude en hedendaagse voorwerpen van gres uit de Berry en de Puisaye en van de School van Carriès. Prémery is een halteplaats op de Via Lemovicensis van Vézelay naar Santiago de Compostella.

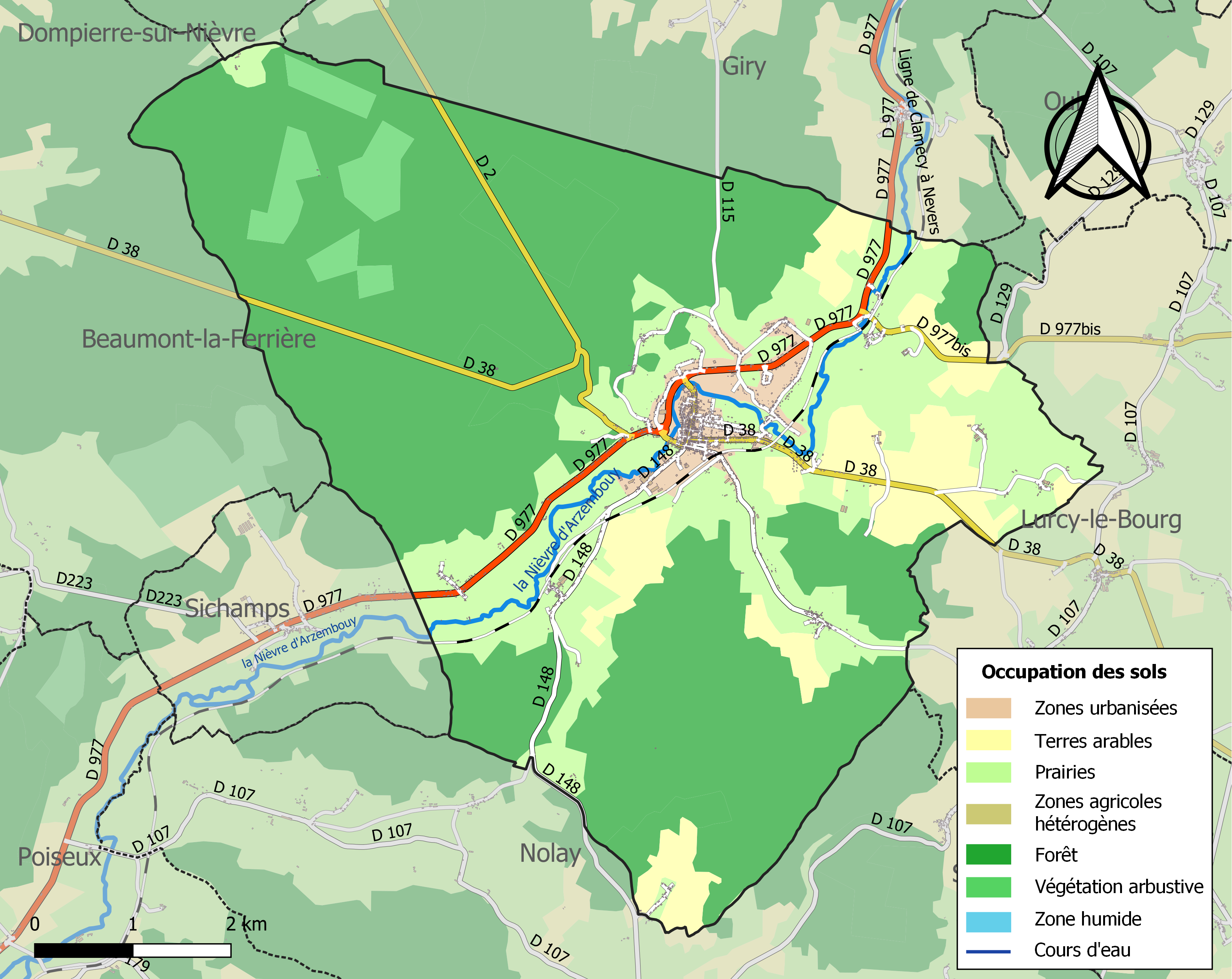
Kaart van de gemeente met de belangrijkste infrastructuur, bodemgebruik en omliggende gemeenten

## Demografie
Onderstaande figuur toont het verloop van het inwonertal (bron: INSEE-tellingen).

## Geboren
- Nicolas Appeleine (1406-1466), zalig verklaarde kanunnik van Prémery
- Jules Renault (1864-1956), arts en inspecteur-generaal van het ministerie van Volksgezondheid
- Maurice Mignon (1882-1962), literator en literatuurwetenschapper

## Stedenband
- Kastellaun (Duitsland)